# Erik Bergman

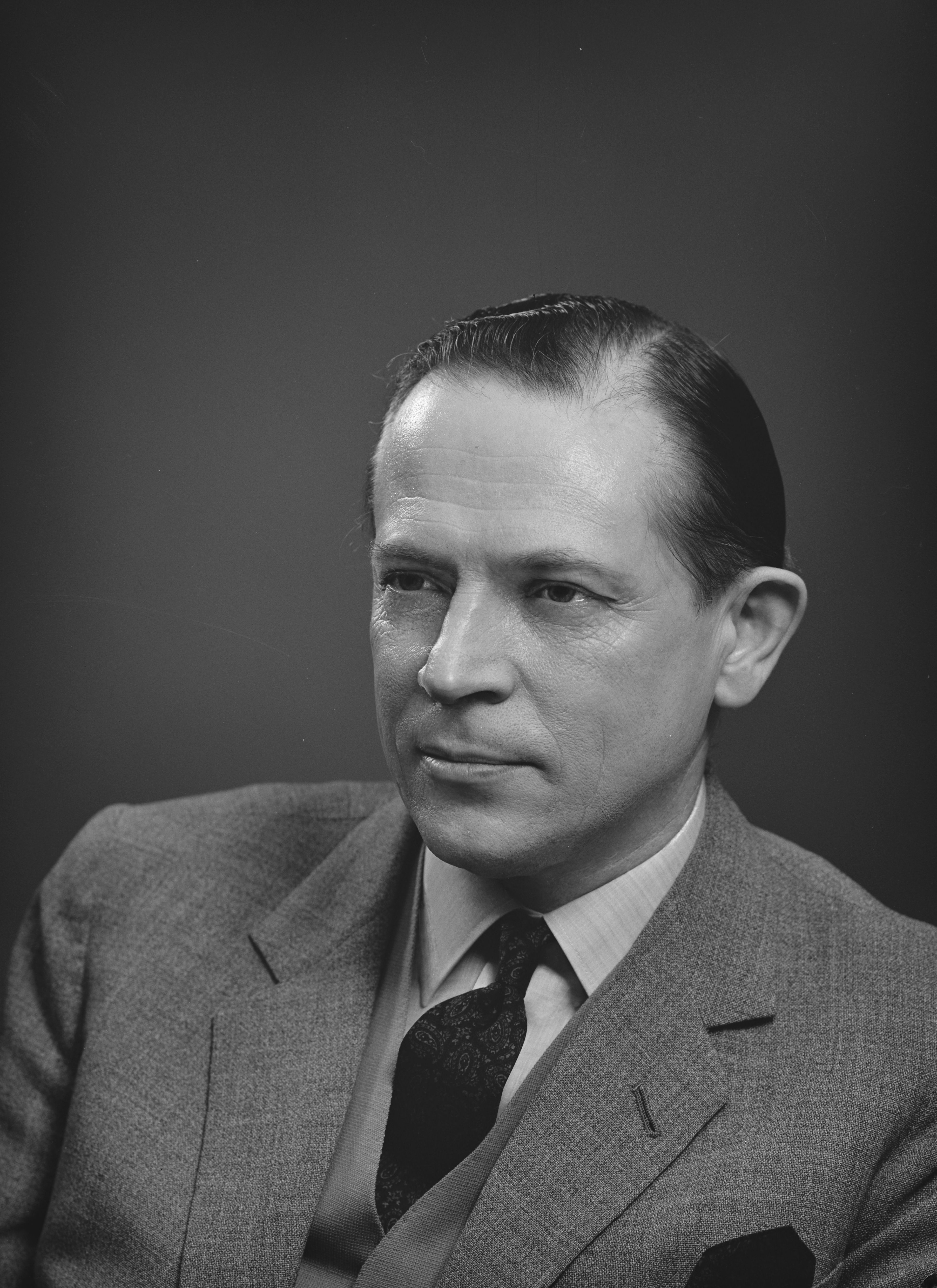
Erik Bergman, 1967.

Erik Valdemar Bergman (Nykarleby, 24 november 1911 – Helsinki, 24 april 2006) was een Fins componist.
Hij studeerde aan de Sibelius-Akademie van Helsinki en vervolgens in Berlijn bij Heinz Thiessen en in het Zwitserse Ascona bij Wladimir Vogel.
Vanaf 1963 gaf hij les in componeren aan de Sibelius-Akademie. Tot 1978 werkte hij eveneens als koordirigent.
Hij wordt als de pionier van de moderne muziek in Finland beschouwd. Zijn composities zijn omvangrijk, Bergman componeerde voor allerlei soorten instrumenten, bijvoorbeeld voor viool en piano. Ook componeerde hij onder meer cantates en koorstukken.
Erik Bergman werd 94 jaar.